# Tou Chou-seng
Tou Chou-seng (chinesisch 杜筑生; * 30. März 1942 in der Provinz Guizhou, Südchina) ist ein taiwanischer Diplomat. Er ist und katholisch, sein Taufname ist Cristoforo.:61, 395

## Leben
Er schloss ein Studium der Rechtswissenschaft an der Nationaluniversität Taiwan ab und wurde an der Universität von Paris II zum Doktor der Rechte promoviert. 1976 trat er in den Auswärtigen Dienst seines Landes und wurde zunächst bis 1981 im Außenministerium beschäftigt. Danach wechselte er ins Taipei Wirtschafts- und Kulturbüro nach Brüssel, bis er 1985 zurück ins Außenministerium berufen wurde. Im ersten Jahr war er gleichzeitig Lektor am Institut für Europäische Studien an der Tamkang University in Taipei. In den Jahren 1986 bis 1989 füllten ihn die neuen Aufgaben als stellvertretender Leiter der Rechtsabteilung des Außenministeriums aus. 1989 übernahm er die Leitung des Taipei Wirtschafts- und Kulturbüros in Athen und von 1991 bis 1993 stand er dem Taipei Wirtschafts- und Kulturbüro in Chicago vor. 1993 kehrte er wieder in sein Heimatland zurück, um die Position des Protokollchefs im Außenministerium zu übernehmen. Ebenfalls im Außenministerium leitete er von 1994 bis 1996 die Abteilung Nordamerika (Department of North-American Affairs). Als Taiwan 1996 diplomatische Beziehungen zum Senegal aufnahm, wurde er der erste Botschafter seines Landes in Dakar. 2001 unterzeichnete er einen Entwicklungshilfeplan über zehn Projekte zur Verbesserung der Infrastruktur auf den Gebieten Gesundheit, Industrie, Bildung und Wasserversorgung. 2002 verließ er den Senegal und kehrte abermals ins Außenministerium zurück, diesmal in der Funktion als stellvertretender Außenminister, die er bis Ende 2003 ausübte. Von Januar 2004 bis September 2008 war er Botschafter beim Heiligen Stuhl. Als Vorbereitung auf diese Aufgabe im Vatikan hatte er verschiedene katholische Einrichtungen seines Landes besucht und dabei mit den Mitarbeitern von Krankenhäusern, Pflegeheimen und Behinderteneinrichtungen gesprochen. Die Menschen hätten, berichtete er später, eine innere Freude und einen Frieden ausgestrahlt, die Neugierde in ihm geweckt hätten. Bibelstudien und Einweisungen in den Katechismus durch einen Opus-Dei-Angehörigen in Rom taten ein Weiteres, ihm das Christentum näher zu bringen. Schließlich nahm er den katholischen Glauben an, als er nach dem überraschenden Tod seines Schwagers in Gebeten Trost empfangen hatte. Über die in seiner Amtszeit gewonnenen Einsichten in die zerfahrene chinesisch-vatikanische Diplomatie verfasste er 2012 ein Buch mit dem (übersetzten) Titel Der internationale Status des Heiligen Stuhls und seine Beziehungen zu China (Original: 教廷的國際地位兼論教廷與中國的關係). 2022 verfasste er ein Memoiren mit dem (übersetzten) Titel „Memoiren von Tou Chou-seng, ehemaliger Botschafter der Republik China beim Heiligen Stuhl“ (Original: 飛鴻踏雪泥：中華民國前駐教廷大使杜筑生回憶錄).
Tou Chou-seng ist seit 29. März 1972 mit Maria Da-rouin Chiu (邱大環) verheiratet:65 und hat zwei Kinder,
Kuang-kai Peter Tou (杜光凱) und Tou Chiu Zhong (杜邱宗).:295